# 未完成のメロディ
「未完成のメロディ」（みかんせいのメロディ）は、矢井田瞳の8枚目のシングル。発売元はEMIミュージック・ジャパン。

## 解説
先行アルバム『i/flancy』より、リカットシングルとして発売。今作には初回盤・通常盤がなく、CDとDVDの2枚組みでの発売となった。また、カップリングにはアコースティックライブでの音源を収録。

## 収録曲
CD
1. 未完成のメロディ(3:46)
  - 作詞・作曲：Yaiko／編曲：Diamond◆Head、Yaiko

表題曲。
東芝HDD＆DVDレコーダー「RD-Style」CMソング。
東芝「au A5304T」CMソング。
2. アンダンテ（Acoustic Live @2002.9.25 SHUBUYA-AX）(3:44) 
  - 作詞・作曲：Yaiko／編曲：Diamond◆Head、Yaiko
3. 未完成のメロディ（Acoustic Live @2002.9.25 SHUBUYA-AX）(4:15) 
  - 作詞・作曲：Yaiko／編曲：Diamond◆Head、Yaiko

DVD
1. 未完成のメロディ

## 収録アルバム
- i/flancy (#1)
- Single collection (#1)
- THE BEST OF HITOMI YAIDA (#1)